# 22603 Девідоконнор
22603 Девідоконнор (22603 Davidoconnor) — астероїд головного поясу, відкритий 19 квітня 1998 року.
Тіссеранів параметр щодо Юпітера — 3,376.